# アパイアー

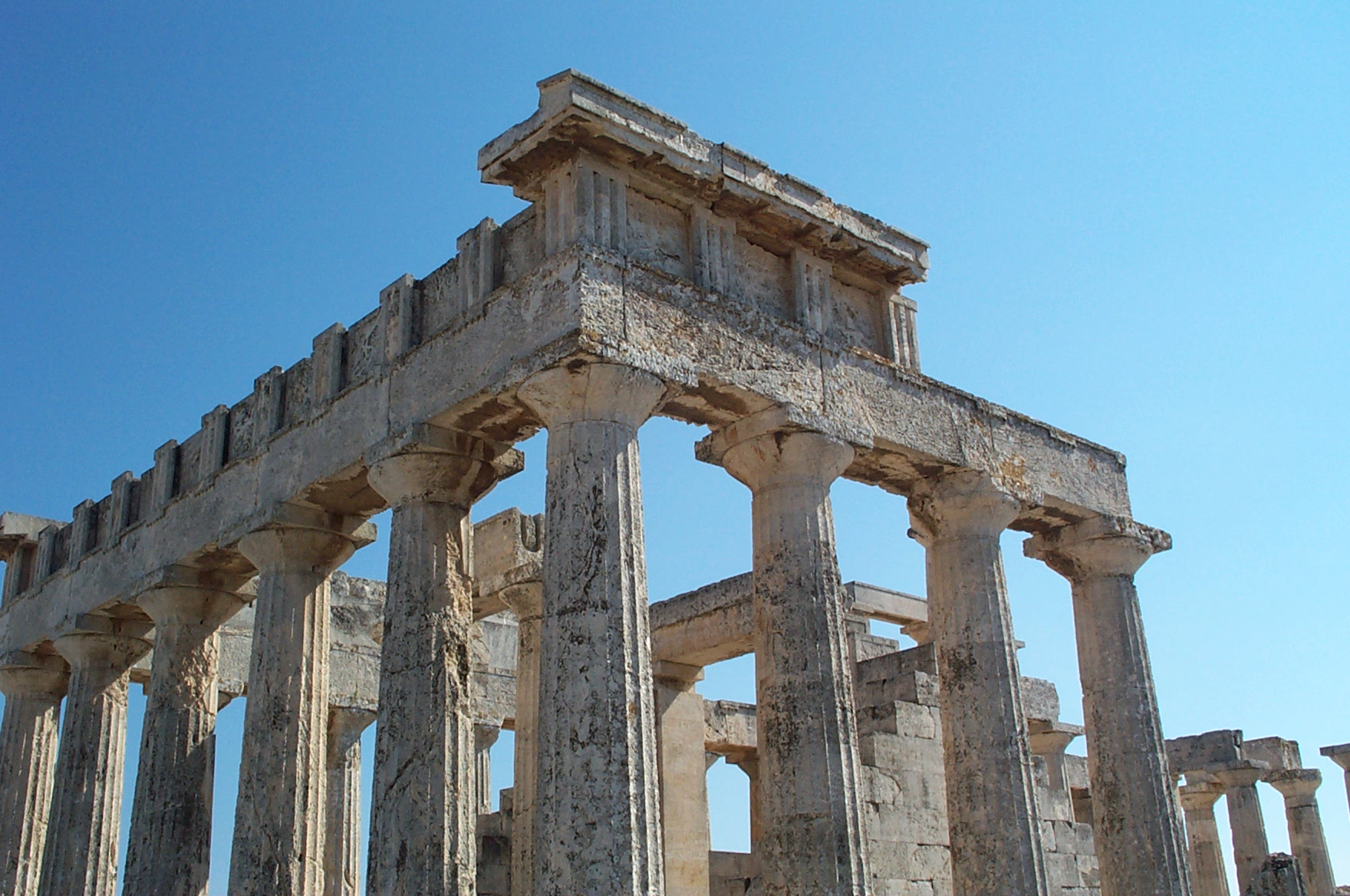
アイギーナ島のアパイアー神殿

アパイアー（古希: Ἀφαία, Aphaiā, ラテン語: Aphaea）は、古代ギリシアの女神であり、南ギリシアのアイギーナ島で専ら崇拝されていた。その祭祀はアテーナイにも入り、アテーナイにはアルテミス・アパイアーの神殿があったが、本来アイギーナ島の地方神である。古代ギリシアの地方神の多くがそうであるように、アパイアーは習合されて、アルテミスやクレーテー島の女神ブリトマルティスなどと同一視された。
すなわち、クレーテー島の女神であるブリトマルティス（古希: Βριτομαρτις, Britomartis, クレーテー語で「甘美な乙女 Sweet Maiden」の意）が、クレーテーにあって、ミーノース王等に追われ、後にアイギーナ島に遁れて、そこでアルテミス女神の庇護のもと、アパイアーの名で崇拝されたと古代のギリシアの詩人や歴史家が記している。また実際に、アイギーナ島には、アパイアー女神の神殿跡が確認されており、往古の姿が復元されている。

## 古代ギリシア・ローマの記録

### リーベラーリスの記述
例えば、アントーニーヌス・リーベラーリス (Antoninus Liberalis) の『変身譚 (Metamorphoses)』の 40章 に次のように述べられている：
ブリトマルティスは、クレーテー島より遁走して後、アイギーナ島にて舟より跳び降り、小さな森へと逃げ込んだ。その地に、今日、アパイアー女神の神殿が建っている森である。ブリトマルティスはその後、視界から消え去り見えなくなったので、人々は彼女を、「姿を消した者」すなわちアパイアーと呼んでいる。

### パウサニアースの記録
また、パウサニアースは『ギリシア誌』の2巻30章3節で、次のように述べている：
アイギーナ島のゼウスの山へと向かって進むと、アパイアー女神の聖域に達する。ピンダロスはこの女神を称える詩を作った。アポローンのピュートーン退治の穢れを祓ったカルマーノールの孫娘カルメーが、ゼウスとの間に生んだのがブリトマルティスであるとクレーテーでは伝えられている。徒競走や狩りを好み、アルテミスと親しかったブリトマルティスは、ミーノースからの求愛を逃れるため、魚をとるための網（アペイメナ・ディクテュア）へと飛び込んだ。アルテミスによって女神となった彼女はアイギーナ島やクレーテー島に姿を現した。アイギーナ島ではアパイアー、クレーテー島ではディクテュンナ（Diktynna, 「網の女神」の意）として知られる。

## 女神ブリトマルティスとアパイアー女神
ブリトマルティスはアルテミスに庇護された乙女であり、アパイアーもまた、アルテミスに関係する森の女神であって、アイギーナの女神アパイアーが、クレーテー島の女神ブリトマルティスと同一視され、更にアルテミス女神そのものとも同一視されていた。
アパイアーの名は、ギリシア語として見ると、「薄暗い、幽かな光の、陰鬱な」を意味する形容詞「パイオス、φαιος」の女性形に、否定の接頭辞「 -α 」が付いて形成されたものと理解でき、「薄暗さ」が否定されるとき、「かすかな明るさ」の意味となる。また、動詞「φαινομαι～φαινω（光をもたらす・出現する）」の否定動詞の分詞よりの派生形としての「アパネース(αφανης)」のヴァリエーションとして、「姿を消した者・乙女(aphaia)」という意味になる。アパイアー女神は、またラプリアー(Λαφρια)としても知られた。
アパイアー女神は、クレーテーでは「甘美な乙女」にして、しかしアイギーナでは「姿を消す女神」であり、アルテミスと同一視された通り、森の処女神で、男を殺戮する恐ろしい女神でもあった。

## アパイアー女神神殿

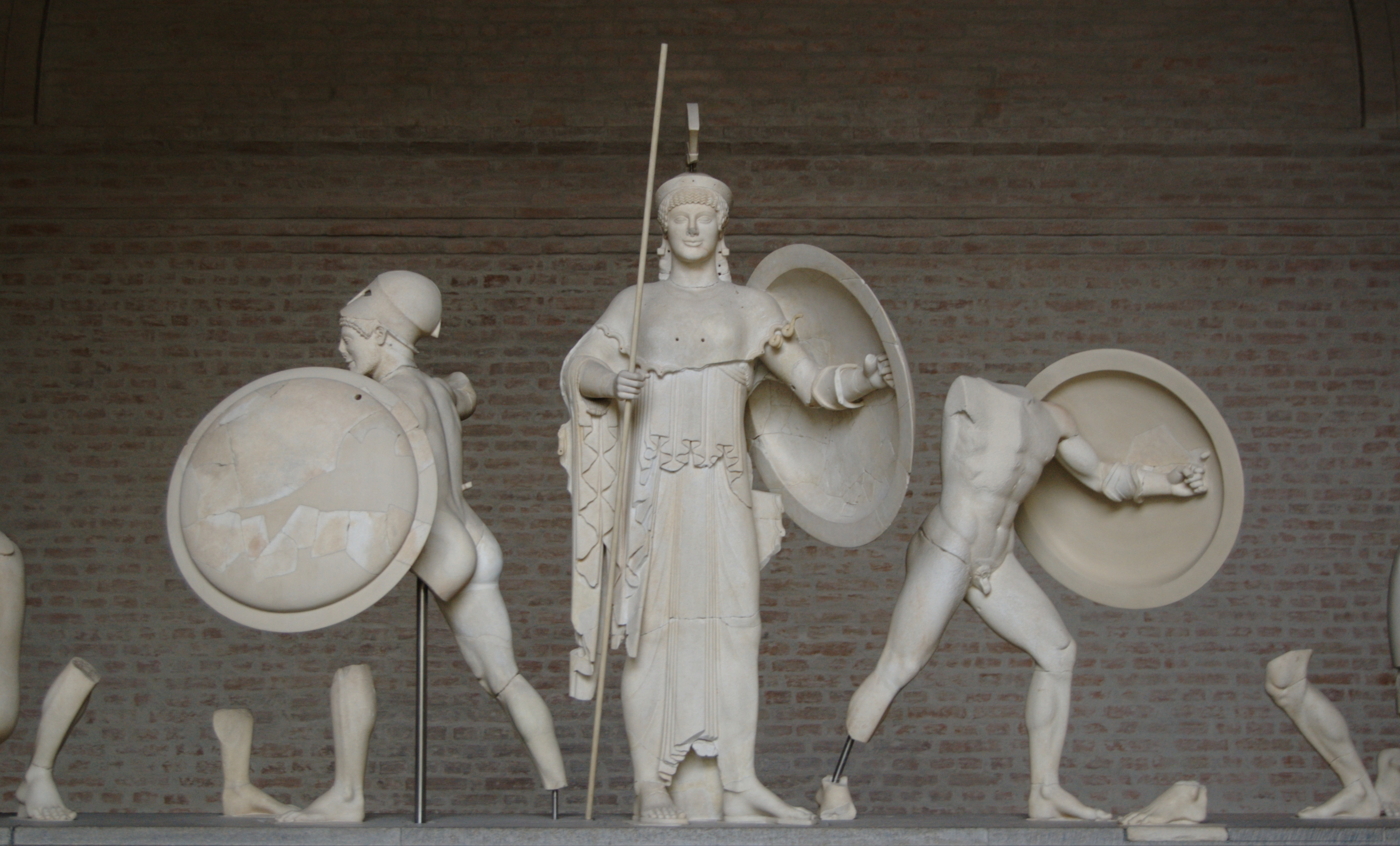
アパイアー女神神殿の彫刻群

アイギーナ島には古代のギリシアやローマの神話記述者や詩人が記した通り、アパイアー女神の聖域と神殿の遺跡が残っており、女神の像もまた発見されている。女神の神殿は、紀元前6世紀から紀元前5世紀のものであり、13.75m Ｘ 29m の壮麗な建造物であった。
この神殿跡で発見された、東西の彫刻切妻壁には、アテーナー女神を中心に、トロイア戦争の勇士たちが浮き彫りにされていた。この切妻壁は、1811年にドイツのミュンヘンに運ばれ、バイエルン王ルートヴィヒ1世がこれを購入し、修復して彫刻像に造りかえた。彫刻像群は、現在、ドイツのミュンヘンに所在するグリュプトテーク美術館に展示されている。神殿は、現在もその構造を残してアイギーナ島に残っている。